# Hugo Ott

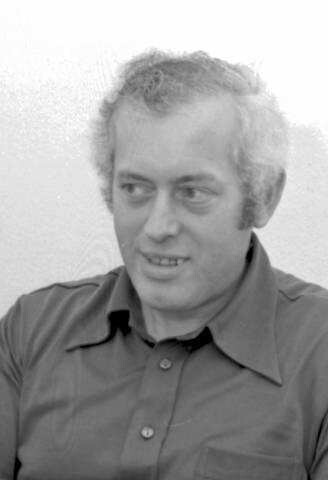
Hugo Ott (1975)

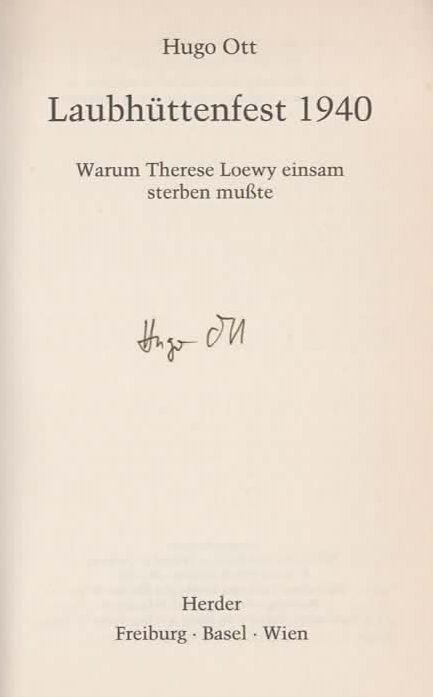
Hugo Ott: Laubhüttenfest 1940. Warum Therese Loewy einsam sterben musste, 1994, Titelblatt mit Unterschrift des Autors.

Hugo Ott (* 20. August 1931 in Königshofen, Main-Tauber-Kreis; † 22. Januar 2022 in Merzhausen) war ein deutscher Wirtschaftshistoriker und  Professor für Wirtschafts- und Sozialgeschichte sowie Biograph des Philosophen Martin Heidegger.

## Leben
Hugo Ott wurde 1959 mit der Arbeit zur Geschichte des Klosters St. Blasien im hohen und späten Mittelalter in Freiburg zum Dr. phil. promoviert, 1967 habilitierte er sich mit der Schrift über spätmittelalterliche Agrarverfassung im Oberrheingebiet. Von 1972 bis 1997 hatte Ott den Lehrstuhl für Wirtschafts- und Sozialgeschichte am historischen Seminar der Universität Freiburg im Breisgau inne.
Über Hans Filbinger, den umstrittenen ehemaligen Ministerpräsidenten von Baden-Württemberg, verfasste er (zusammen mit Wolfgang Jäger und Heinz Hürten) 1980 eine Biografie, in der er als erster Fachwissenschaftler die Tätigkeit Filbingers als Marinerichter untersuchte (siehe auch: Filbinger-Affäre).
Er war Mitglied des Wissenschaftlichen Beirates der von Rudolf Lill geleiteten Forschungsstelle Widerstand gegen den Nationalsozialismus im deutschen Südwesten an der Universität Karlsruhe. Ott war auch Leiter der Historikerkommission zur Seligsprechung von Max Josef Metzger.
Mit dem Pfarrer Emil Kiesel führte er Gespräche, in denen Kiesel die mangelnde Solidarität im KZ, sowohl unter den Priestern, als auch von Priestern mit ihren Mitgefangenen, thematisierte.
Im Zusammenhang mit seinen kritischen Untersuchungen zum Thema Martin Heidegger und der Nationalsozialismus – später zusammengefasst in dem grundlegenden Buch Martin Heidegger. Unterwegs zu seiner Biographie (1988) – stieß Ott auch auf den Namen des jüdischen Mathematikprofessors Alfred Loewy, der vom damaligen Universitätsrektor Heidegger 1933 aufgrund des Gesetzes zur Wiederherstellung des Berufsbeamtentums entlassen worden war und 1935 starb. Ott rekonstruierte in der Folge auch das Schicksal von Alfred Loewys Witwe, Therese Loewy (1884–1940), die sich unmittelbar vor der bevorstehenden Deportation nach Gurs am 22. Oktober 1940 in Freiburg das Leben nahm. Der von Ott im Nachwort als „historische Erzählung“ bezeichnete Text erschien 1994 unter dem Titel Laubhüttenfest 1940. Warum Therese Loewy einsam sterben mußte.
Hugo Ott war ab 1952 Mitglied in der Unitas Reichenau im Verband der Wissenschaftlichen Katholischen Studentenvereine Unitas und ab 1988 Ehrenmitglied bei der KDStV Hercynia Freiburg im CV.

## Schriften (Auswahl)
- Studien zur Geschichte des Klosters St. Blasien im hohen und späten Mittelalter (= Veröffentlichungen der Kommission für geschichtliche Landeskunde in Baden-Württemberg. Reihe B: Forschungen. 27, ISSN 0521-9884). Kohlhammer, Stuttgart 1963, (Zugleich: Freiburg (Breisgau), Universität, Dissertation, vom 26. Februar 1959).
- Die Vogtei über das Kloster St. Blasien seit dem Aussterben der Zähringer bis zum Übergang an das Haus Habsburg. In: Zeitschrift für die Geschichte des Oberrheins. Band 113 = Neue Folge, Band 74, 1965, S. 29–44.
- Die Klostergrundherrschaft St. Blasien im Mittelalter. Beiträge zur Besitzgeschichte (= Arbeiten zum Historischen Atlas von Südwestdeutschland. 4, ISSN 0518-2077). Kohlhammer, Stuttgart 1969.
- mit Heinz Hürten, Wolfgang Jäger: Hans Filbinger. Der „Fall“ und die Fakten. Eine historische und politologische Analyse. Herausgegeben von Bruno Heck. von Hase und Koehler, Mainz 1980, ISBN 3-7758-1002-1.
- als Herausgeber mit Hermann Schäfer: Wirtschafts-Ploetz. Die Wirtschaftsgeschichte zum Nachschlagen. Ploetz, Freiburg (Breisgau) u. a. 1984, ISBN 3-87640-073-2.
- Martin Heidegger. Unterwegs zu seiner Biographie. Campus, Frankfurt am Main u. a. 1988, ISBN 3-593-34035-6.
- Martin Heidegger. A Political Life. HarperCollins, London 1993, ISBN 0-00-215399-8.
- Laubhüttenfest 1940. Warum Therese Loewy einsam sterben musste (= Herder-Spektrum. 4326). Herder, Freiburg (Breisgau) u. a. 1994, ISBN 3-451-04326-2.